# North Dallas Forty
North Dallas Forty (bra Heróis sem Amanhã) é um filme norte-americano de 1979, uma comédia dramática dirigida por Ted Kotcheff, com roteiro de Frank Yablans, Nancy Dowd, Rich Eustis e do próprio diretor baseado no romance homônimo de Peter Gent.

Estrelado por Nick Nolte, Mac Davis e G. D. Spradlin, North Dallas Forty é ambientado no mundo do futebol americano profissional.

## Elenco
- Nick Nolte como Phil Elliott
- Mac Davis como Seth Maxwell
- G.D. Spradlin como B.A. Strother
- Dayle Haddon como Charlotte Caulder
- Bo Svenson como Joe Bob Priddy
- John Matuszak como O.W. Shaddock
- Steve Forrest como Conrad Hunter
- Dabney Coleman como Emmett Hunter
- Charles Durning como treinador Johnson
- Marshall Colt como Art Hartman
- Savannah Smith Boucher como Joanne Rodney